# Itagüí
Itagüí là một khu tự quản thuộc tỉnh Antioquia, Colombia. Thủ phủ của khu tự quản Itagüí đóng tại Itagüí Khu tự quản Itagüí có diện tích 17 ki lô mét vuông. Đến thời điểm ngày 28 tháng 5 năm 2005, khu tự quản Itagüí có dân số 180354 người.